# جيمس مونتجومري رايس
جيمس مونتجومري رايس (بالإنجليزية: James Montgomery Rice)‏ هو عسكري أمريكي، ولد في 1842 في مونماوث في الولايات المتحدة، وتوفي في 11 أبريل 1912.